# Família Hungaria

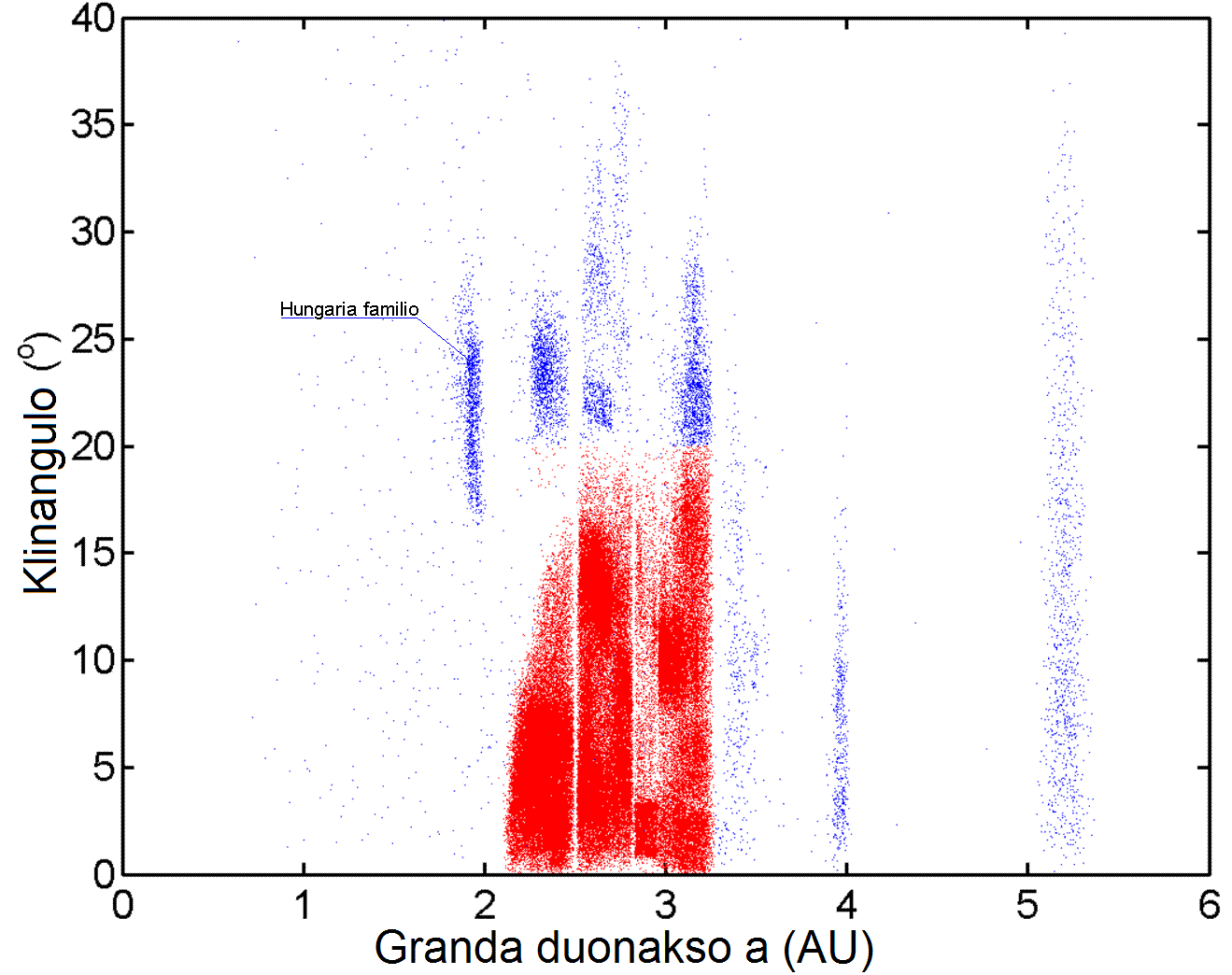
Gráfico sobre os asteróides da Família Hungaria.

A família Hungaria é um grupo de asteroides no cinturão de asteroides. Os asteroides Hungaria orbitam o Sol com uma "distância" (semieixo maior) entre 1,78 e 2,00 unidades astronômicas (UA). Eles são a concentração mais densa de asteroides no interior do Sistema Solar (os asteroides próximos da Terra, por exemplo, são muito mais escassos) e retiram o nome de seu maior membro, o 434 Hungaria.

## Cinturão E
Os asteroides da família Hungaria são provavelmente os restos da hipotética população do cinturão de asteroides E. A dispersão da maioria dos corpos que faziam parte do hipotético cinturão E podem ter sido causado pela migração dos gigantes gasosos para fora do Sistema Solar de acordo com simulações feitas sob o modelo de Nice — e estes asteroides dispersos do cinturão E podem por sua vez, terem sido os corpos do Intenso bombardeio tardio.

### Formação da família Hungaria
Teoricamente muitos dos asteroides que faziam parte do cinturão E sofreram uma evolução de suas órbitas, e os mesmo teriam adquirido órbitas semelhantes aos dos asteroides da atual família Hungaria com altas inclinações e semieixo maior entre 1,8 e 2,0 UA. Porque órbitas nesta região são dinamicamente pegajosas, então esses objetos formaram um reservatório quase estável. Como esta população do cinturão de asteroides E espalharam-se a partir deste reservatório supostamente eles produziram um longo tempo de duração de impactos após o fim do tradicional intenso bombardeio tardio de 3,7 bilhões de anos atrás. Os remanescentes representam aproximadamente 0,1-0,4% dos asteroides originais do cinturão E que permaneceriam como os atuais asteroides da Família Hungaria.